# Termunten
Termunten ist ein niederländischer Küstenort in der Provinz Groningen. Er hat 305 Einwohner (Stand: 1. Januar 2024) und war seit 1990 ein Ortsteil der Gemeinde Delfzijl. Mit dieser ist Termunten seit dem 1. Januar 2021 Teil der Gemeinde Eemsdelta.

## Geografie
Der Ort liegt etwa 8 Kilometer südöstlich der Stadt Delfzijl und 30 Kilometer nordöstlich von Groningen an der Mündung der Ems in die Nordsee. Im Osten des Ortes liegt der Dollart, der durch die nordöstlich von Termunten gelegenen Halbinsel Punt van Reide von der Emsmündung getrennt wird.

## Kirche von Termunten
Mitten im Ortskern auf einer Anhöhe (Warft) wurde um 1250 die Kirche von Termunten errichtet. Der mächtige hochgezogene Bau aus Backsteinmauerwerk ragt weit über die Deich- und Polderlandschaft hinweg. Die hochgezogenen Seitenfassaden sind stark mit Lisenen (vortretendes Mauerwerk) und langen Fensteröffnungen gegliedert.
Auffällig sind im unteren Bereich die mit Sandstein eingefassten runden Lichtöffnungen. Das Gotteshaus hat keine Seitenportale, sondern im angegliederten Glockenturm den zentralen Westeingang. Auch sind im Fassadenbereich Mauerreste vorhanden, die einst die Seitenflügel bildeten, aber heute nicht mehr vorhanden sind.

## Termunterzijl
Das Siel (niederländisch: Zijl) von Termunten befindet sich im Ortsteil Termunterzijl, der den Ortsteil auch den Namen gab. Beide Ortsteile gehen praktisch mit ihren Besiedlungen ineinander über. In Termunterzijl befindet sich das restaurierte alte Siel (Deichschleuse) aus dem späten 18. Jahrhundert. Der Sielbau besteht überwiegend aus Backsteinen. Die obere Front des Bauwerks, also der Brückenübergang, ist mit Sandsteinverzierungen und Inschriften versehen.
Das neue Siel befindet sich circa 150 Meter von alten Siel, seewärts, entfernt. Angefahren wird der Hafen von Termunterzijl von Sportbooten und kleineren Frachtschiffen.

## Persönlichkeiten
- Jan Brons (1865–1954), Ingenieur und Unternehmer